# Jehoschua Sobol

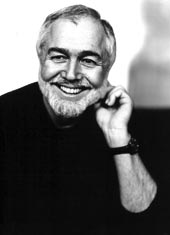
Jehoschua Sobol (1996)

Jehoschua Sobol (hebräisch יְהוֹשֻׁעַ סוֹבּוֹל Jəhōschuʿa Sobol, auch Joshua Sobol, * 24. August 1939 in Tel Mond, Palästina) ist ein hebräischsprachiger israelischer Dramatiker und Schriftsteller.

## Leben
Jehoschua Sobol ist der Sohn osteuropäischer Einwanderer. Er war Schüler des Neuen Gymnasiums in Tel Aviv und engagierte sich in der jüdischen sozialistischen Jugendbewegung HaSchomer haZaʿir. Von 1957 bis 1965 lebte er in einem Kibbuz. Er studierte Literatur und Geschichte am Oranim College in Israel, dann 1965 bis 1969 Philosophie an der Sorbonne in Paris und Konzeptionsanalyse an der École nationale d’informatique. Als Dramatiker trat Sobol erstmals 1971 mit „The Days to Come“ (Kommende Tage) am Theater in Haifa in Erscheinung, einem Stück über das Alter. Am Stadttheater Haifa war Sobol von 1984 bis 1988 auch künstlerischer Leiter. 1988 kam es nach der Uraufführung seines Stückes „Das Jerusalem-Syndrom“ zu heftigen Auseinandersetzungen und Protesten in ganz Israel, worauf Sobol als künstlerischer Leiter des Theaters zurücktrat und sich fortan nur mehr dem Schreiben widmete. Eine Zeit lang lebte er in London und Paris. Sobols erster Roman „Schweigen“ kam 2001 heraus, sein zweiter Roman „Whisky’s Fine“ erschien 2005. Jehoschua Sobol ist mit der Bühnen- und Kostümbildnerin Edna Sobol verheiratet, mit der er zwei Kinder hat, sein Sohn Yali Sobol ist Rocksänger.

## Internationale Karriere
Sobols internationale Karriere als Dramatiker begann 1983 mit „The Soul of a Jew“ („Weiningers Nacht“), einem Stück über den jüdischen Philosophen, Selbstmörder und Frauenhasser Otto Weininger. Die Uraufführung am Theater in Haifa im Oktober 1982 wurde zur Eröffnung des Edinburgh Festivals 1983 eingeladen und dort mit dem Kritikerpreis ausgezeichnet. Peter Zadek brachte das Stück 1986 ans Hamburger Schauspielhaus, eine Wiener Fassung kam 1988 unter der Regie von Paulus Manker am Wiener Volkstheater heraus und wurde auch verfilmt.
Ein Welterfolg war 1984 Sobols Stück „Ghetto“, das Peter Zadek an der Volksbühne Berlin inszenierte. Das Stück beschäftigt sich mit dem Schicksal der Juden im Getto Vilnius während der deutschen Besatzung im Zweiten Weltkrieg. Es ist auch, indem es die Konfrontation zwischen dem „linken“, dem sozialistischen „Bund“ angehörenden Intellektuellen Herman Kruk und dem „rechten“ Vorsitzenden des Judenrats im Getto Wilna Jacob Gens, der der Gruppe um Wladimir Jabotinsky nahestand, schildert, indirekt als Parabel auf die seinerzeit aktuelle israelische Politik interpretierbar. Das Stück wurde von Theater heute zum besten Stück und zur besten Aufführung des Jahres gewählt. Die deutsche Aufführung, von Zadek als Musical inszeniert, verhalf der Sängerin Esther Ofarim zu einem Comeback und machte den Schauspieler Ulrich Tukur (als SS-Offizier Kittel) zum Star. Auch der israelische Klarinettist Giora Feidman wurde zuerst durch seine Mitwirkung in der Zadek-Produktion einem größeren Publikum in Deutschland bekannt. „Ghetto“ wurde in mehr als 20 Sprachen übersetzt, in über 25 Ländern aufgeführt und vielfach ausgezeichnet. Mit den Stücken „Adam“ (1989) und „Underground“ (1991) bildet es die Getto-Trilogie. „Ghetto“ wurde 2006 verfilmt: Ghetto.
Im Jahre 1996 kreierte Sobol gemeinsam mit Paulus Manker das Polydrama „Alma – A Show Biz ans Ende“, eine interaktive theatralische Reise durch das Leben der Künstlermuse Alma Mahler-Werfel, in der die Zuschauer hautnah durch die Szenen ihres Lebens wandern. Die Aufführung wurde zum Kultstück und bereiste in 25 Jahren in über 500 Aufführungen Wien, Venedig, Lissabon, Los Angeles, den Semmering, Berlin, Jerusalem und Prag, 1998 wurde sie auch verfilmt.
Mit „iWitness“ thematisierte Sobol 2003 die Geschichte des Kriegsdienstverweigerers Franz Jägerstätter im Dritten Reich und zog Parallelen zu jungen Soldaten der israelischen Armee, die sich weigern, in den besetzten Gebieten Dienst zu tun – in Israel ein äußerst virulentes Thema. Die Uraufführung am Cameri-Theater Tel Aviv (Regie: Paulus Manker) machte den Schauspieler Itay Tiran zum Star.

## Werke
Die Originalsprache fast aller unten genannten Werke ist Hebräisch, auch wenn Titel in anderen Sprachen angegeben sind. Auch die Namen der israelischen Theater sind im Original hebräisch.

### Theaterstücke
- 1971 The Days To Come, Uraufführung (UA) Stadttheater Haifa, Israel
- 1973 Status Quo Vadis, UA Stadttheater Haifa, Israel
- 1974 Sylvester 72, UA Stadttheater Haifa, Israel
- 1975 The Joker, UA Stadttheater Haifa, Israel
- 1976 Night Of 20th, UA Stadttheater Haifa, Israel
- 1976 Nerves, UA Stadttheater Haifa, Israel
- 1977 Tenants, UA Stadttheater Haifa, Israel
- 1977 Gog & Magog Show, UA Zavta Tel Aviv, Israel
- 1977 Repentance, UA Zavta Israel
- 1978 Homeward Angel, UA Theater haBimah Tel Aviv, Israel
- 1979 Wedding Night, UA Theater haBimah Tel Aviv, Israel
- 1980 The Last Worker, UA Beit Lessin, Israel
- 1981 Wars Of The Jews, UA Khan Jerusalem, Israel
- 1982 The Soul of a Jew (Weiningers Nacht), UA Stadttheater Haifa (mit Doron Tavori); 1985 Düsseldorfer Schauspielhaus (mit Ulrich Matthes); 1986 Deutsches Schauspielhaus Hamburg (Regie: Jaroslav Chundela, Bühne: Johannes Grützke, mit Paulus Manker); 1988 Wiener Volkstheater (Regie: Paulus Manker, mit Paulus Manker, Hilde Sochor, Andrea Eckert, Sieghardt Rupp)
- 1984 Ghetto, UA Stadttheater Haifa und Freie Volksbühne Berlin (Regie: Peter Zadek, Bühne: Johannes Grützke, Musik: Peer Raben, mit Michael Degen, Ulrich Tukur, Esther Ofarim, Giora Feidman, Otto Tausig, Hermann Lause, Ernst Jacobi, Alexander Guini, Hannes Jaenicke, Peter Kern)
- 1984 Pasodoble, UA Zavta Tel Aviv, Israel
- 1985 Palestinian Girl (Die Palästinenserin), UA Stadttheater Haifa; 1987 Deutsches Schauspielhaus Hamburg (Regie: David Mouchtar-Samorai, mit Renan Demirkan, Albert Kitzl)
- 1986 Countdown, UA Zavta Tel Aviv, Israel
- 1987 Jerusalem Syndrom (Das Jerusalem-Syndrom), UA Stadttheater Haifa, Israel
- 1989 Adam, UA Theater haBimah Tel Aviv, Israel
- 1991 Underground, UA Yale Rep New Haven, USA
- 1991 Solo (Solo für Spinoza), UA De Appel Den Haag, Niederlande; Theater Habimah Tel Aviv, Israel
- 1991 A&B, UA Dortmund
- 1991 Eye To Eye, UA Mannheim, 1994
- 1992 Ring Twice, Christiania Theater  Oslo, Norwegen 1997
- 1993 Schöner Toni (Nice Toni), UA Düsseldorfer Schauspielhaus, Juni 1994 (Regie: Bruno Klimek)
- 1993 Love For A Penny, Israeli Yiddish Theatre, 1994
- 1993 Shneider and Shuster, UA Basel 1993; Maxim Gorki Theater Berlin 1994
- 1994 The Masked Ball, UA Haifa, Israel, März 2001
- 1994 Bloody Nathan, UA Volkstheater, Wien, 1996 (Regie: Jens Schmiedl, mit Maria Bill)
- 1995 Der Vater. Eine blutige Komödie (gemeinsam mit Niklas Frank), UA Wiener Festwochen im Theater an der Wien, 1995 (Regie: Paulus Manker, mit Fritz Schediwy, Jutta Hoffmann, Leon Askin)
- 1995 Village (Dorf), UA Gesher Theater Tel Aviv, Israel, Februar 1996
- 1996 Alma – A Show Biz ans Ende, UA Wiener Festwochen im Sanatorium Purkersdorf, 1996 (Regie: Paulus Manker, mit Susi Nicoletti, Johanna Wokalek, Paulus Manker, Helmut Berger, Peter Kern, Leon Askin, Albert Kitzl, Georg Schuchter, Angelika Richter, Nicole Ansari, Pamela Knaack).
- 1996 Honey, UA Stadttheater Haifa, Israel 1997
- 1997 Ma Ni Ma Mama, UA Zavta Tel Aviv, Israel, Festival Of One Act Plays 1997
- 1997 Home Cinema (Verklärte Nacht), UA Stadttheater Walfischgasse, Wien, 2012
- 1998 Strangers (Fremde), UA Habima Theatre Tel Aviv, Israel 1999
- 1999 F@lco - A Cyber Show, UA Ronacher, Wien, 1. April 2000 (Regie: Paulus Manker, Bühne: Hans Hoffer, Licht: Max Keller, mit André Eisermann, Hansi Lang, Roman Gregory, Georgij Makazaria; Thomas Rabitsch)
- 1999 La Torana (unaufgeführt)
- 2000 Gebirtig Yiddishspiel, UA Tel Aviv, April 2000
- 2000 17 Top, UA Compagnietheater Amsterdam 2002
- 2001 Crocodiles, UA Herzlia Theatre, Israel, November 2001
- 2001 Neshef Massekhot (A Masked Ball), Stadttheater Haifa, Israel
- 2002 Homeless, UA Ben Gurion Habimah, Israel 2002
- 2002 IWitness (Augenzeuge), UA Cameri-Theater Tel Aviv, Israel (Regie: Paulus Manker, mit Itai Tiran); 2004 St. Gallen (Regie: Jehoschua Sobol)
- 2002 Real Time
- 2003 Love In Dark Times
- 2003 A Mentsch (Musical über Mordechai Gebirtig)
- 2005 A Working Class Hero
- 2005 Kol Nidrei
- 2011 Unearthing Suess (Das Vermögen des Herrn Süß), UA Nibelungenfestspiele Worms, 2012;
- 2013 (Der Kaufmann von Stuttgart), UA Schauspielbühnen Stuttgart, Mai 2013
- 2013 The Donor (Oder Nicht Sein), UA Theater Drachengasse, Wien, Oktober 2013

### Romane und Erzählungen
- 1964 Die Taten der Väter (Les actions des Pères)
- 1965 Nach dem Krieg (Après la Guerre)
- 2001 Schweigen (Silence)
- 2005 Whiskey ist auch in Ordnung (Whiskey’s Fine)
- Der große Wind der Zeit (Chufschat schichrur), Roman. Aus dem Hebräischen von Barbara Linner. Luchterhand, München 2021, ISBN 978-3-630-87573-6

### Drehbücher
- T‘en fais pas! (TV)
- Weihnachten 1972 (TV-Bearbeitung)
- La veille des vingt (TV-Bearbeitung)
- Der letzte Arbeiter (TV-Bearbeitung)
- Freud’s last Dream (Kinofilm)
- Zemlinsky (Kinofilm)
- Ghetto (Kinofilm)

## Theaterformen
Sobol realisierte eine Reihe von Theaterprojekten, deren spezielle Raumlösungen neue Formen theatralischen Erlebens erschließen:
- 1995 adaptierte er gemeinsam mit Niklas Frank dessen Abrechnung mit seinem Vater, Hans Frank, Hitlers Generalgouverneur in Polen, der 1946 in Nürnberg gehenkt wurde. Im Theater an der Wien saß das Publikum auf der Drehbühne und wurde von Schauplatz zu Schauplatz gedreht, mit Hilfe der Hydraulik auch in die Unterbühne gefahren. Das Stück trägt den Untertitel „blutige Groteske“ und benutzt historische Filmeinspielungen, Projektionen und Dokumente aus Niklas Franks Familienalbum zu einer „Grottenbahnfahrt des Grauens“. Österreichs FPÖ-Chef Jörg Haider klagte, da er bei Franks Gang zum Galgen mit aufmunternden Rufen sein Bühnendebüt feierte.
- Mit „Alma - A Show Biz ans Ende“ schuf Sobol 1996 das „Polydrama“, ein interaktives Simultanstück, bei dem verschiedene Szenen gleichzeitig in allen Räumen und Stockwerken eines Gebäudes gespielt werden. Das Stück schildert das Leben der Alma Mahler-Werfel, einer Künstlermuse des 20. Jahrhunderts. Das Stück wurde in seiner 23-jährigen Aufführungsgeschichte neben Wien (Sanatorium Purkersdorf) auch in Venedig (2002), Lissabon (2003), Los Angeles (2004), Schloss Petronell (2005), Kronprinzenpalais Berlin (2006), im Kurhaus Semmering (2007), in Jerusalem (Museum of Underground Prisoners, 2009), Prag (Palais Martinicky, 2011), Wien (Post- und Telegrafenamt, 2008–2013) und Wiener Neustadt (Serbenhalle, 2015–2018) gezeigt.
- Im Wiener Revuetheater Ronacher kam 2000 Sobols bisher aufwendigstes Projekt, die Multimediashow „F@lco - A Cyber Show“ zur Uraufführung, in der das Leben des österreichischen Popstars Falco paraphrasiert wurde. Die Bühne ragte in Form eines @-Zeichens in den Zuschauerraum und präsentierte Falcos Leben mit Hilfe von Laser, 3D-Animationen und Wasserleinwand interaktiv im Stil eines Rockkonzerts.

### Das Polydrama
Jehoschua Sobol über das Polydrama:
Ein Polydrama ist ein Drama, das aus mehreren miteinander verwobenen Handlungssträngen besteht, die parallel an verschiedenen Orten stattfinden und gespielt werden.
Ein Polydrama ist eine theatralische Reise, da die ausgetretenen Wege des auf Konflikt und Situation basierenden Schauspiels verlassen werden und die Möglichkeiten eines Reise – Dramas verwendet werden, in denen der Protagonist/die Protagonistin nicht in eine einzige Handlung oder einen einzigen Konflikt gefangen oder verwickelt ist, sondern auf einer nach allen Seiten offenen Straße dahinreist, sich in Menschen ver – liebt und ent – liebt, die auftauchen und wieder verschwinden und für einige Momente die Route der Reisenden kreuzen.
Der Beobachter eines Polydramas wird eingeladen, die bewegungslose Haltung des Zusehers eines konventionellen Schauspiels zu verlassen und sie durch die Aktivität und die Mobilität des Reisenden zu ersetzen. Daher wird der Zuseher ein Weggefährte, der durch dieses Reise – Drama reisenden Figuren, der die Ereignisse, den Weg und die Person, der er nach jedem Ereignis folgt, selbst auswählt, und dadurch seine eigene Version des Polydramas aufbaut, zerstört und erneut entstehen lässt.

## Bibliografie

### Hebräisch (Auswahl)
- 2005 Whiskey’s Fine, novel, bei Hozaʾat Or ʿAm, Tel Aviv
- 2002 The Masked Ball, a play, bei Hozaʾat Or ʿAm, Tel Aviv
- 2000 Silence, novel, published by The New Library, Tel Aviv
- 1999 Alma, a play, bei Hozaʾat Or ʿAm, Tel Aviv
- 1996 Village, a play, bei Hozaʾat Or ʿAm, Tel Aviv
- 1991 Solo, a play, bei Hozaʾat Or ʿAm, Tel Aviv
- 1990 Underground, a play, bei Hozaʾat Or ʿAm, Tel Aviv
- 1990 Night of the 20th, a play, bei Hozaʾat Or ʿAm, Tel Aviv
- 1989 Adam, a play, bei Hozaʾat Or ʿAm, Tel Aviv
- 1987 The Jerusalem Syndrome, a play, bei Hozaʾat Or ʿAm, Tel Aviv
- 1985 The Palestinian Girl, a play, bei Hozaʾat Or ʿAm, Tel Aviv
- 1984 Ghetto, a play, bei Hozaʾat Or ʿAm, Tel Aviv
- 1982 Soul of a Jew, a play, bei Hozaʾat Or ʿAm, Tel Aviv
- 1976 Night of the Twentieth, a play, – published by Proza, Tel Aviv

### Übersetzungen
The Night of the Twentieth
- Englisch und Französisch: The Institute for the Translation of Hebrew Literature, Tel Aviv 1978
- Spanisch: Dept. de Educacion - Organizacion Sionista Mundial, Jerusalem 1977

Weiningers Nacht (Soul of a Jew)
- Deutsch: Übersetzt von Ingrid Rencher, Hg. von Paulus Manker, mit Essays von Joachim Riedl und Nike Wagner und Texten von J. Amery, S. Freud, A. Gerber, A. Hitler, E. Lucka, K. Lueger, J. Moser, J. Le Rider, H. Rodlauer, F. Salten, A. Schopenhauer, A. Strindberg und S. Zweig. Im Anhang: Unveröffentlichte Texte von Otto Weininger, Illustrationen von Alfred Kubin, Europa Verlag, Wien 1988
- Englisch: International Theatre Institute, Tel Aviv 1983
- Spanisch: Rio Piedras, Barcelona 1984
- Französisch: Cahiers Bernard Lazare, Paris 1991
- Ungarisch: Nagyvilag, Budapest 1988

Ghetto
- Deutsch: Übersetzt von Jürgen Landeck, in der Einrichtung von Peter Zadek und Gottfried Greiffenhagen, Quadriga, Berlin 1984
- Englisch: Tel Aviv, The Institute for the Translation of Hebrew Literature, 1986
- Englisch: Nick Hern Books, London 1989
- Französisch: La Manufacture, Lyons 1986
- Italienisch: Plural, Naples 1988
- Norwegisch: Det Norske Teatret, Oslo 1985
- Türkisch: Can Yayinlari, Istanbul 1994

Die Palästinenserin (The Palestinian Girl)
- Deutsch: Litag Theaterverlag, Bremen 1988
- Englisch: Loki Books, London

Solo
- Englisch und Französisch: Cierec, Saint Etienne

Alma – A Show Biz ans Ende
- Deutsch: Übersetzt und Hg. von Paulus Manker, mit historischen Photos aus dem Besitz von Alma Mahler-Werfel, Wien 1998

Schweigen (Silence), Roman
- Deutsch: Luchterhand, München 2001; Paperback: 2003
- Hölländisch: Byblos, Amsterdam 2002

Whiskey ist auch in Ordnung (Whiskey’s Fine), Roman
- Deutsch: Luchterhand, München 2005

Der Kaufmann von Stuttgart (Unearthing Suess)
- Deutsch: Übersetzt von Sophie Waal und Ingrid Rencher, Litag Theaterverlag, München

## Inszenierungen
Jehoschua Sobol tritt oftmals auch als Regisseur seiner eigenen Stücke in Erscheinung, vor allem bei seinem Welterfolg Ghetto, den er mehrmals selbst inszenierte, aber auch bei Stücken von George Tabori und Shakespeare.
- Ghetto. Theater Essen 1992
- Adam (Teil der Getto-Trilogie), Mannheim, 1993
- Shneider and Shuster, Basler Theater, 1994
- Nice Toni, The Khan & The Jerusalem Theatre, September 1994
- Gens (Kurzfassung der Getto-Trilogie), Weimar 1995
- Alma, Cameri-Theater, Tel Aviv, Dezember 1998
- Ghetto, Washington DC 1995, Wesleyan University Theatre November 2000, Stadttheater Haifa Januar 1998, Hartke Theatre, Dortmund 1993, Schauspiel Essen 1992 und Bremen
- Goldberg Variationen (George Tabori)
- The Merchant Of Venice (Shakespeare), Illinois Shakespeare Festival 2002
- IWitness, Theater St. Gallen, 2004
- Ghetto. Stadttheater Klagenfurt 2008

## Auszeichnungen
- 1976 Night Of The Twentieth, David’s Harp Award, Best Play of the Year
- 1976 Night Of The Twentieth, David Pinski Award
- 1979 Homewards Angel, David’s Harp Award, Israel’s Best Play of the Year
- 1980 The Last Worker, David’s Harp Award, Israel’s Best Play of the year
- 1982 Weininger’s Night, David’s Harp Award, Israel’s Best Play of the Year
- 1983 Weininger’s Night, Meskin Award for Best Play of the Year
- 1983 Weininger’s Night, Edinburgh Festival: Critic’s Award for Best Play
- 1983 Weininger’s Night, Time Out London: Best Play of the Week
- 1984 Ghetto, David’s Harp Award, Israel’s Best Play of the Year
- 1985 Ghetto, Theater Heute German Critics’ Choice, Bestes ausländisches Stück
- 1986 The Palestinian Girl, Issam Sirtawi Award
- 1989 Ghetto, The Evening Standard award for Best Play of the Year London
- 1989 Ghetto, The Critics’ Circle London Theatre Awards, Best New Play
- 1990 Ghetto, Laurence Olivier Awards, Award Nomination, Best Play
- 1995 Ghetto, Mainichi Art Prize, Best play of the year, Tokyo, Japan
- 1996 Ghetto, Yumiuri Shimbun Grand Prize best play of the year, Tokyo, Japan
- 1996 Ghetto, Yoshiko Yuasa Prize, Best play of the year Tokyo, Japan
- 2001 Silence, Sapir Award Nomination, Best Novel of the Year
- 2003 Rosenblum Award for The Contribution to Israeli Theatre
- 2013 Goldenes Verdienstzeichen des Landes Wien